# Ødsted Sogn
Ødsted Sogn er et sogn i Vejle Provsti (Haderslev Stift).
I 1800-tallet var Ødsted Sogn et selvstændigt pastorat. Det hørte til Jerlev Herred. Ødsted sognekommune blev ved kommunalreformen i 1970 indlemmet i Egtved Kommune, der ved strukturreformen i 2007 indgik i Vejle Kommune.
I Ødsted Sogn ligger Ødsted Kirke.
I sognet findes følgende autoriserede stednavne:
- Ammitsbøl (bebyggelse, ejerlav)
- Høllund (bebyggelse, ejerlav)
- Rugsted (bebyggelse, ejerlav)
- Rugstedlund (bebyggelse)
- Tudved (bebyggelse, ejerlav)
- Vesterby (bebyggelse, ejerlav)
- Vingsted (bebyggelse)
- Ødsted (bebyggelse, ejerlav)